# Jaltomata ventricosa
Jaltomata ventricosa ist eine Pflanzenart aus der Gattung Jaltomata in der Familie der Nachtschattengewächse (Solanaceae).

## Beschreibung
Jaltomata ventricosa sind aufrecht wachsende, unbehaarte, bis zu 1 m hoch werdende Sträucher. Die Blätter sind eiförmig, nach vorn zugespitzt, etwa 6,5 cm lang und 4,5 cm breit. Sie sind ganzrandig oder seltener auch mit nicht mehr als drei Zähnen je Blattseite geschwungen-gezähnt oder gezähnt. Die Oberseite der Blätter ist leuchtend grün.
Die Blütenstände bestehen aus meist ein bis zwei (selten bis vier) Blüten, die an einem 4 bis 9 mm langen, grünen, drehrunden Blütenstandsstiel stehen. Der grüne, drehrunde Blütenstiel ist 7 bis 16 mm lang, immer länger als der Blütenstandsstiel, an dem er steht. Die Blüten stehen von 45° nickend bis hängend. Von der Seite betrachtet wirkt der glänzend, leuchtend grüne Kelch dreieckig, er ist 18 bis 22 mm lang. Die Kelchzipfel haben einen Radius von etwa 9,5 bis 10 mm, die Radien der Zwischenräume betragen 3 bis 5 mm. Die Krone hat eine urnenförmige Kronröhre, der Kronsaum ist vollständig umgebogen, zehnlappig und 8 bis 10 mm breit. Die Krone besitzt einen Durchmesser von 12 bis 14,5 mm, ist weißlich bis hellgelb und schließt sich nachts nicht. Die Basis der Krone füllt sich mit einem orange-roten Nektar, der von außen durch die Krone sichtbar ist. Die Staubblätter sind ohne die vergrößerte Basis 14 bis 15 mm lang und stehen etwa 7 bis 9 mm über die Krone hinaus. Der schlanke Teil der Staubfäden ist in der unteren Hälfte mit violetten Haaren besetzt, die in bis zu vier Äste aufgeteilt sind. Die ungeöffneten Staubbeutel sind 2,6 bis 3,0 mm lang und 2,0 bis 2,2 mm breit, nach dem Öffnen sind sie 2 bis 2,3 mm lang. Der Griffel hat eine Länge von 13,8 bis 15,7 mm. Im Fruchtknoten wurden in jedem der drei Fruchtblätter zwischen 118 und 181 Samenanlagen gefunden.
Die reifen Beeren sollen an gesammelten Pflanzen rot gewesen sein, in Kultur sind sie orange.

## Verbreitung
Die Art ist nur aus dem Departement La Libertad (Peru) bekannt, wo sie in 2.500 bis 3.000 m Höhe an der Seite von Straßen, Steinwänden und felsigen Gebieten wächst. Die Pflanze wird dort „Sogorome“ oder „Sorogome“ genannt, die Beeren werden gegessen.